# شونيشيرو زايتسو
شونيشيرو زايتسو (باليابانية: 財津 俊一郎) (23 يناير 1987 في فوكوكا في اليابان – )؛ هو لاعب كرة قدم ياباني سابق كان يلعب كمدافع.

## وصلات خارجية
- شونيشيرو زايتسو على موقع رابطة كرة القدم اليابانية للمحترفين (اليابانية)
- شونيشيرو زايتسو على موقع قاعدة بيانات كرة القدم.إي يو (الإنجليزية)
- شونيشيرو زايتسو على موقع عالم كرة القدم.نت (الإنجليزية)